# Учашона
Учашона (груз. უჩაშონა) — село в Грузии, на территории Зугдидского муниципалитета края (мхаре) Самегрело-Верхняя Сванетия.

## География
Село находится в западной части Грузии, на расстоянии приблизительно 3 километров (по прямой) к востоку от города Зугдиди, административного центра муниципалитета. Абсолютная высота — 193 метра над уровнем моря.

## Население
По результатам официальной переписи населения 2014 года в Учашоне проживало 315 человек (143 мужчины и 172 женщины). В национальной структуре населения грузины составляли 100 %.
| Год  | Население, человек |
| ---- | ------------------ |
| 2002 | 902                |
| 2014 | ↘ 315              |